# 反共救國軍
中華民國陸軍反共救國軍指揮部，簡稱 反共救國軍（英語：Anti-Communist National Salvation Army, ACNSA） ，為1951年至1998年間駐防於東引、馬祖列島間由中華民國陸軍總司令部直轄之軍級指揮部。該部緣起於第二次國共內戰後，任務為遂行當年反攻大陸計畫之情報刺探與敵後作戰的部隊名稱；後因中華人民共和國與美國關係正常化，反共救國軍逐年停止對中國大陸的行動，改以靜態防禦駐守於連江縣東引鄉。1998年因精實案生效，反共救國軍裁撤改組整編為陸軍步兵第一九五旅，並於2006年精進案改組整編為陸軍東引地區指揮部延續至今。
另外在成建制之反共救國軍編成前，於大陸地區及鄰近國家境內，曾有數十支目標以打倒中共政權為目標的游擊武力，其中亦多有以反共救國軍為隊名之武裝力量。

## 背景
在中共成立中華人民共和國政府之初，美國政府認為中國共產黨將會組成一個容忍其他黨派的聯合政府，故不打算介入第二次國共內戰，更做了在中共佔領台灣島與澎湖列島消滅中華民國國民政府並結束國共內戰，承認北京政府的計畫。當時的構想是在美國介入下，中共會按照其在重慶談判時所聲稱的，允許一些反對黨人存在其政權。其目標在於盡早結束國共內戰，美國將可把在遠東的注意力集中放在蘇聯身上。如1950年1月5日，時任美國總統杜魯門於國安會議中宣示：「美國仍舊持續現行對華方針，即承認中國軍隊佔領台灣，對台灣享有主權，美國無意佔領台灣、美國無意在台灣建立軍事基地、美國無意在台灣扶植任何親美政權、美國不再提供任何軍援給在台灣的中國軍隊、美國不介入中國內戰。」；1月12日，時任美國國務卿迪安·艾奇遜在演說中稱：「美國西太平洋防線，台灣與韓國不在其內。」「中蘇必將失和，美國才是中共的好朋友。」
直至韓戰爆發，中共宣布抗美援朝後，美國反共聲浪高漲，扶植任何親美的反共政權最後成為美方圍堵策略主軸，而當時中華民國政府又有極強烈的「收復本土」
意願，因而利用中華民國國軍牽制中共派往朝鮮半島、中南半島等地兵力，甚至是防衛台灣，以免這些地區成為共黨滲透全世界的跳板，成為至越南戰爭前美國對中國的策略之一。
在整體實力對比上，在1950年初中华人民共和国政府基本上已占领中国大陆全境，中华民国政府在遷台後仅控制部分沿海岛屿。1950年3月起，中华人民共和国政府延续先前其剿匪行动，派军队开展全国大剿匪，著手清理中华民国政府在大陆的残余軍事力量，而针对个人，则开展镇压反革命运动。同年7月13日，中华民国《中央日報》在頭版的標題為「游擊武力遍佈大陸，到處活躍對抗共匪」；而中华人民共和国政府宣布出兵朝鲜的同日，中華民國國防部政治部副主任張彝鼎召集中外記者會，報告中國大陸反共游擊隊發展狀況，證實有161萬4610人，其中以西南地區力量最大、有47萬7630人。11月26日，中央日報又以「大陸反共游擊武力，艱苦奮鬥壯大起來」作報導。
韓戰初期，美國杜魯門政府對於中華民國以明示或暗示，願意提供兵力投入中國大陸或支援南韓以牽制中共之意願皆予以拒絕。此時美方樂觀評估韓戰會如麥克阿瑟之預測，最遲於聖誕節即結束；不料彭德懷秘密率軍參戰使聯合國軍慘敗，美參謀長聯席會議聯名送給美國國防部一份備忘錄質疑「台海中立化」政策；此後美國決定與中華民國正式合作，始開始秘密針對中國大陸進行地下游擊作戰。
根據美國國務院現今解密文件顯示，中華民國國防部官員曾向美方透露，至1953年時，於中國大陸境內有約65萬人的游擊武力，這些部隊仍或多或少以各種方式與中華民國聯絡與接觸，但官員聲稱他們可控制而更接近現實的數字是70萬；而美方曾認真考慮在中華民國不派遣兩棲部隊登陸中國大陸東南沿海的前提下，以空投或其他方式協助中華民國打擊中國共產黨的可行性。

## 歷史沿革
反共救國軍在正式整編前，是由數隻來自東南沿海之海上武裝部隊經過歷次改編逐漸整備而來，以下依年分呈現當時部隊情況:

### 1949年
- 江浙人民反共突擊軍

1949年，渡江戰役後，江蘇、浙江、福建、廣東等省相繼落入解放軍手中，國軍先後由舟山群島、大陳島、海南島撤退，沿海各省部分不願接受中國共產黨統治的人士組成地方游擊隊，初期以浙江山區作為根據地，接著發展至沿海各島，各大小支隊分隊番號不一。而國軍撤離舟山群島後，江浙地區的反共游擊隊受到解放軍圍剿（見鎮反），始退入浙東沿海島嶼。其中大陳島有第29、36縱隊，漁山島有第5縱隊，在披山島有101路，下轄行動縱隊、突擊縱隊、第7、8、10、27縱隊；在一江島有第35縱隊、獨立第7縱隊，海上船舶游擊獨立第1縱隊，第28縱隊。各部合計約2萬3千餘人。
- 福建省海上保安第一縱隊

1949年6月3日福州绥靖公署派王调勋於於川石島成立，後遷馬祖，後駐白犬島（今西莒島），下轄5支隊，2獨立大隊，兵力合計約3,000人。
- 東南人民反共救國軍

1949年8月15日黄炳炎於廈門成立，統合閩粵邊區武裝部隊共14個縱隊，兵力約一萬九千人，

### 1950年
- 福建人民反共突擊軍指揮部

1950年4月，為使敵後工作指揮靈活而令王调勋兼组「福建人民反共突击军总指挥部」。下轄13個縱隊、11個獨立支隊，基地設於白犬島，從事海上突擊與閩省游擊作戰，此時兵力已近8萬人。
- 福建省游擊指揮部

1950年5月，由黄炳炎東南人民反共救國軍改編而來。設閩南地區司令部，胡琏中将任指挥官，黄炳炎任副指挥官，下轄特務大隊、直1縱隊、海上突擊第1、2縱隊，兵力約2萬2千餘人，其中約2,200人潛入福建進行敵後作戰，基地設於金門。

### 1951年
- 江浙反共救國軍總指揮部

位於上大陳島的江浙反共救國軍總指揮部

1951年1月，因國防部鑒於游擊部隊番號凌亂，著手整編而成立江浙反共救國軍總指揮部，由江浙人民反共突擊軍總指揮部改編而來，胡宗南任总指挥官，沈之岳任政治部主任，总指挥部设於大陈岛。並在漁山、一江、披山、南麂等地成立地區司令部。其原有縱、支隊番號保留，另編成第1－6突擊大隊、1個砲兵大隊與海上總隊（下轄5突擊艇隊與1運輸艇隊），另設特勤大隊、工兵、本部中隊各1中隊。
- 福建省反共救國軍

區分為閩北、閩南兩地区司令部。
1. 福建省反共救國軍閩南司令部：1951年5月1日，由福建省游擊指揮部改編而成。总指挥官胡琏中将兼任闽南地区（含粤东）司令，柯远芬、曹振铎、沈向奎分任副指挥官，固防金门，总指挥部亦设於金门。下轄1直屬大隊、1獨立支隊，5縱隊（111－115）。
2. 福建省反共救國軍閩北司令部：1951年10月1日，由「福建省保安第1縱隊」編成，王调勋任司令，林沧圃任副司令、林荫任参谋长。基地仍駐白犬島。下轄直屬1、2支隊，巡艇總隊、5個縱隊（116－120）。负责戍守马祖、乌丘等地。

同時，由陸軍金門防衛司令部撥入直屬大隊與粵東大隊（下轄1海上支隊）。
- 南海集訓總隊

由美國西方公司協助下成立，分駐大陳與金門，補充裝備與火力，輪訓各個大隊。
- 大陳防衛司令部

1951年秋成立，並撤銷江浙總部，其轄下單位改由大陳司令部指揮。下轄5步兵突擊大隊、1海上突擊總隊、1砲兵大隊、1特勤大隊、2直屬中隊，總兵力約9,200人。

### 1952年
2月7日，英國籍貨輪羅西塔號 (Rosita) 在福州外海道被反共救國軍砲艇攔截，船長羅伯特·亞當 (Robert Adam) 配合停船受檢後仍被機槍射殺，船貨被劫並押至馬祖後才獲釋；英國駐台北領事外交抗議後，中華民國政府正式道歉。但翌年，該船再度遇襲。

### 1953年
7月26日，英國籍貨輪因基爾達號 (Inhkilda) 在烏坵以南遭到3艘反共救國軍砲艇圍攻，正巡弋通過台海的英國皇家海軍獨角獸號航空母艦收到其求救訊號後馳援解圍。但該輪於1954年10月24日再度被中華民國海軍攔截，英美兩國共同外交介入後才釋放。

### 1954年
开始分期整编各游击部队，裁撤原有番号，兵员纳入国军体系。閩南、閩北司令部裁撤，改為閩南、閩北敵後工作處，並改隸屬於國防部情報局。閩南工作處下轄5發展縱隊（111－115）、閩北工作處下轄5發展縱隊（116－120），各支隊番號並調整為41－46，共計為9大隊4艇隊，與4直屬中隊。
7月，第一大隊的44支隊、45支隊、粵東大隊下的3個支隊等共3,970人，編入第4軍與第9軍；老弱殘障者，編為直屬第1大隊。
江浙总部及所辖部队改编为「反共救国军第1总队」，夏季屏将军任总队长。闽南、闽北地区总部及辖下部队改编为「反共救国军第2总队」，张晴光上校任总队长，隶属陆总部。嗣後，两个总队分梯移驻澎湖西屿渔翁岛整训，再轮调东引、乌丘及马祖东犬等各岛担任守备任务。

### 1955年
2月9日，大陳軍民撤退，原屬所有部隊移駐嘉義；3月23日，轉赴漁翁島；4月16日，正式定編番號為反共救國軍第一總隊，下轄隊本部中隊、工兵、通信、偵查中隊、野戰醫院1、修船所1、海上突擊隊1（下轄本部中隊1、突擊運輸艇隊4）、5突擊大隊（下轄本部中隊、重兵器隊1、步兵中隊3）。
5月1日，「福建省反共救國軍總指揮部」改隸屬於陸軍總部，改編為反共救國軍第二總隊，反共救國軍指揮部設於台北圓山，敵後工作處與所屬縱隊屬國防部情報局所轄。
11月1日，第一總隊奉命接守東引、烏坵、東犬，此時除烏坵外，其餘地區均受馬祖守備區指揮。
12月1日，東引守備區成立，總隊長兼任指揮官，作戰指揮權移歸海軍總部。

### 1956年
陸軍總部勇進第一大隊、第二大隊886人撥入總隊。

### 1957－1958年
7月3日，第一總隊奉令執行「閩江演習」，移防漁翁島；10月至1958年2月，第二總隊執行「蟠桃演習」，突擊平潭、長樂；期間八二三炮戰爆發，9月23日，第一總隊奉令執行「長風演習」將海上支隊整編為大隊，擔任金門運補任務。

### 1960年
9月9日，反共救国军第一總隊與第二總隊奉令整編為「陸軍反共救國軍」。
11月1日，原反共救國軍指揮部所下各部合編為「陸軍反共救國軍指揮部」，隸屬於陸軍總部，指揮部設於東引，行政與訓練歸陸軍總部管轄，作戰指揮權屬於海軍總部。张雅山少将为第一任指挥官。

### 1998年
陸軍反共救國軍在時任中華民國總統兼三軍統帥李登輝所推行的精實案中改組整編為「陸軍步兵第一九五旅」，之後在精進案第二階段中改組整編為「陸軍東引地區指揮部」。

## 非國軍建制部隊
早於第二次國共內戰時，以司徒雷登為首的美方駐華外交官，均評估中國戰事可能發展為國共兩黨南北分治，甚或是回到民國初年軍閥割據的區域性政權階段。為了因應中國可能四分五裂的現實，以及英國也在暗中與幾股勢力接觸、蘇聯核彈試爆在即等情報，美方必需及早培養反共勢力，以維持美國在中國的影響力，並可利用其對抗蘇聯；但美方外交人員對於是否該對於所有反共勢力均加以扶持意見不一，因為有可能使美國陷入財政上的無底洞，故此時美方對其他反共勢力，多以非漢族的反共領袖者為主。
隨著中華民國國軍敗退的速度超乎預期，蔣介石下野，由李宗仁代理總統，美方認為國民政府可能以此要求更多援助，但美方此時本欲放棄國民政府，另扶植其他反共政權。於是在1949年夏，美國國會通過了一項軍事援助方案。在其聽證會上，美國軍方告訴參眾兩院，此法案的援助大中國區，係指中國境內的哈薩克族、內蒙古、回族與西藏的反共勢力。
此時期美國除了扶植國軍外，亦透過中情局偽裝的各大小組織為白手套，以大量金錢與物資援助任何反共武裝團體，甚至秘密提供基地，以期達到美國的戰略目標：使毛澤東垮台。

### 曾經存在中國大陸境內的反共救國軍
- 雲南反共救國軍
- 川康青邊區人民反共突擊軍
- 西藏討毛反共救國軍
- 西南反共救國軍：项谦在青海贵德县昂拉地区组建的“反共救国军”第二军，马元祥在青海地区组建的“西南反共救国军第102路”，马良在甘南组建的“西南反共救国军第103路”
- 新疆反共復國軍
- 西北反共救國軍
- 反共抗俄同盟軍
- 大陳游擊隊

### 曾經或現存於中國境外的反共救國軍（越南、緬甸、泰國、沖繩、塞班島等）
- 海燕反共游擊隊：由1949年間，自廣西省防城縣等地逃難至越南金甌半島的華人組成，受美軍資助與國軍指導，國軍並在其中駐有特戰部隊，最終於1975年越南共和國滅亡時消失。

## 外部連結
- 東引反共救國軍(195旅)退現役之友社的Facebook專頁